# Molophilus gymnocladus
Molophilus gymnocladus är en tvåvingeart som beskrevs av Alexander 1928. Molophilus gymnocladus ingår i släktet Molophilus och familjen småharkrankar. Inga underarter finns listade i Catalogue of Life.